# Omaguaca
Els omaguacas foren els membres del poble indígena que habitava l'actual zona de Tilcara i Humahuaca, a Jujuy, coincidint principalment a la Trencada d'Humahuaca. En el període prehispànic la regió umawaca o omaguaca, comprenia la vasta zona dels afluents i rius que de les conques del riu Gran, Lavayen, San Francisco (Jujuy); riu Zenta, Iruya, Lipeo, Bermejo (Salta); riu Tarija i Bermejo en el departament de Tarija a Bolívia i coincidia en l'anomenada Cultura Humahuaca.
Els omaguacas o humahuacas integraven una confederació d'ètnies dedicades a l'agricultura (principalment del dacsa), en un gran desenvolupament del teixit i la canterera. Fonien metalls com el bronze, en el qual feien armes i altres instruments. Construïen andanes de cultius a la manera incaica, ja que la regió que habitaven era de sol pedregós.
Domesticaven les llames. Els seus habitatges, de forma quadrangular, eren construïts amb pedres i trespolades amb palla i fang. Entre moltes altres, pertanyien a la confederació diverses parcialitats, com els dels humahuacas pròpiament dits, els uquias, els purmamarcas, els tilcaras, els tumbayas, els tilianes, els yalas, els yavis, els chuyes, els quilatas, els casabindos i els argamasas.
El sector nord dels omaguaca confinava amb la parcialitat atacamenya dels lipe, a l'oest també confinaven amb els atacamenys, el sector sud era una àrea de transició en la qual es trobaven parcialitats com les dels jujuies, ocloyas i pulares que s'incloïen netament en el conjunt diaguita, en aquest sentit els omaguacas han sigut diferenciats parcialment dels diaguitas per tindre una conjunció cultural (i genètica) en poblacions atacamenyes i inclòs arawak com la dels hui nomenats chané i potser remotament huarpida com la dels tomatas. Avui dia el pobla omaguaca és considerat com a part del grup Kolla.
El més famós dels caps omaguacas, va ser Viltipoco, cacic de Tilcara i Purmamarca, un valent guerrer que feu front als espanyols.
Els yufis (i també els hutangeros) foren un grups de chichas que es rebel·laren contra el cap de la tribu (tambuka) i van anar a viure a les planes, lluny del seu domini. Les malalties i les feres delmaren aquest grup escindit i van acabar amb ells. A l'arribada dels espanyols, en la llacova d'Humahuaca es trobaven també alguns nuclis de mitimaes, parcialitats dels chichas de Bolívia tals com els churumatas, paypayas, i altres, que serviren com a barrera de contenció contra els chiriguanos. Al seu torn, eixos grups mitimaes serviren com a via de penetració de la llengua quítxua.
El poble omaguaca utilitza la wiphala com a bandera, i també una de blanca, generalment amb la inscripció "pueblo Omaguaca presente" i un símbol.